# Campeonato Neerlandês de Futebol de 2019–20 – Segunda Divisão
A Eerste Divisie de 2019–20, também conhecida como Keuken Kampioen Divisie por questões de patrocínio, foi a 64ª temporada da Eerste Divisie, competição de futebol dos Países Baixos equivalente à segunda divisão. O campeonato começou em 9 de agosto de 2019 com a primeira rodada da temporada regular e deveria ser encerrada em maio de 2020 com as finais dos play-offs de acesso/rebaixamento. A temporada foi temporariamente interrompida em março de 2020, depois foi adiada por várias semanas e por fim, em 24 de abril de 2020, foi encerrada devido à pandemia de COVID-19 e a consequente decisão do governo holandês de proibir eventos de grande escala até 1º de setembro de 2020. Na oportunidade, a Federação Holandesa de Futebol, anunciou que a temporada não terá campeão, ou qualquer acesso ou rebaixamento entre a Primeira e a Segunda Divisões do Campeonato Holandês.

## Regulamento
A Eerste Divisie é disputada por 20 clubes no sistema de ida e volta por pontos corridos. Em cada turno, os times jogam entre si uma única vez. Não há campeões por turnos, sendo declarado campeão o time que obtiver o maior número de pontos após as 38 rodadas.
A temporada regular é dividida em 4 períodos, com nove jogos cada um: 1º período (rodadas 1–9), 2º período (rodadas 10–18), 3º período (rodadas 19–27) e 4º período (rodadas 28–36); as rodadas 37 e 38 não fazem parte de nenhum dos períodos. Quem pontuar mais em cada período vira o "periodekampioenen" (em holandês, "campeão de período"), e garante lugar nos play-offs. Se um "campeão de período" ganhou mais de um, o período seguinte terá como campeão o segundo colocado dentro dele.
Após as 38 rodadas teremos a disputa da Nacompetitie, nome dado aos play-offs de acesso e rebaixamento entre a Eredivisie (primeira divisão) e a Eerste Divisie (segunda divisão), com a participação de sete times: seis da Keuken Kampioen Divisie e um da Eredivisie. Apenas um time a vencerá e garantirá, ou manterá, a terceira vaga na primeira divisão do ano seguinte. Os quatro "periodekampioenen"' se garantem na repescagem, junto aos dois melhores colocados que não tenham sido "campeões de período" e ao 16º (antepenúltimo) colocado da Eredivisie de 2019–20. Aí, os seis que jogaram a segunda divisão se dividem em dois, para três decisões, em ida e volta. Os três classificados se unem ao egresso da Eredivisie que lutará para manutenção, e aí acontecerão as semifinais e finais pela vaga na divisão de elite.
Ao final da temporada, os dois primeiros times na pontuação geral e o vencedor do play-off ascendem/mantem-se para a Eredivisie de 2020–21, sendo que para esta temporada não teremos rebaixamentos.

### Critérios de desempate
Caso haja empate de pontos entre dois clubes, os critérios de desempates serão aplicados na seguinte ordem:
1. Saldo de gols
2. Gols marcados
3. Pontos no confronto direto
4. Saldo de gols no confronto direto
5. Gols marcados no confronto direto

## Participantes

### Número de equipes por província
| Posição | Província         | Nº de equipes | Equipes                                                            |
| ------- | ----------------- | ------------- | ------------------------------------------------------------------ |
| 1       | Brabante do Norte | 6             | Den Bosch, Eindhoven, Helmond Sport, Jong PSV, NAC Breda e TOP Oss |
| 2       | Holanda do Norte  | 4             | Jong Ajax, Jong AZ, Telstar e Volendam                             |
| 3       | Guéldria          | 2             | De Graafschap e NEC                                                |
| 3       | Holanda do Sul    | 2             | Dordrecht e Excelsior                                              |
| 3       | Limburgo          | 2             | MVV e Roda JC Kerkrade                                             |
| 6       | Flevolândia       | 1             | Almere City                                                        |
| 6       | Frísia            | 1             | Cambuur                                                            |
| 6       | Overissel         | 1             | Go Ahead Eagles                                                    |
| 6       | Utrecht           | 1             | Jong Utrecht                                                       |

### Informações dos clubes
| Clube            | Localização      | Estádio                                                    | Capacidade           |
| ---------------- | ---------------- | ---------------------------------------------------------- | -------------------- |
| Almere City      | Almere           | Yanmar Stadion                                             | 03.000               |
| Cambuur          | Leeuwarden       | Cambuur Stadion                                            | 10.250               |
| De Graafschap    | Doetinchem       | De Vijverberg                                              | 12.600               |
| Den Bosch        | 's-Hertogenbosch | De Vliert                                                  | 08.713               |
| Dordrecht        | Dordrecht        | Riwal Hoogwerkers Stadion                                  | 04.235               |
| Eindhoven        | Eindhoven        | Jan Louwers Stadion                                        | 04.600               |
| Excelsior        | Rotterdam        | Van Donge & De Roo Stadion                                 | 04.500               |
| Go Ahead Eagles  | Deventer         | De Adelaarshorst                                           | 10.000               |
| Helmond Sport    | Helmond          | SolarUnie Stadion                                          | 04.174               |
| Jong Ajax        | Amsterdam        | Sportpark De Toekomst Johan Cruijff ArenA                  | 02.050 53.502        |
| Jong AZ          | Alkmaar          | AFAS Trainingscomplex AFAS Stadion                         | 00,200 17.023        |
| Jong PSV         | Eindhoven        | PSV Campus De Herdgang Philips Stadion Jan Louwers Stadion | 02.500 36.500 04.600 |
| Jong Utrecht     | Utrecht          | Sportcomplex Zoudenbalch Stadion Galgenwaard               | 00,550 23.750        |
| MVV              | Maastricht       | De Geusselt                                                | 10.000               |
| NAC Breda        | Breda            | Rat Verlegh Stadion                                        | 19.000               |
| NEC              | Nimegue          | Goffertstadion                                             | 12.500               |
| Roda JC Kerkrade | Kerkrade         | Parkstad Limburg Stadion                                   | 19.979               |
| Telstar          | Velsen           | Rabobank IJmond Stadion                                    | 03.060               |
| TOP Oss          | Oss              | Frans Heesenstadion                                        | 04.560               |
| Volendam         | Volendam         | Kras Stadion                                               | 07.384               |

## Classificação
- Como a competição foi cancelada, abaixo segue a situação em 9 de março de 2020, data dos últimos jogos disputados.

| Pos | Equipe           | Pts | J  | V  | E  | D  | GP | GC | SG  | Classificação                               |
| --- | ---------------- | --- | -- | -- | -- | -- | -- | -- | --- | ------------------------------------------- |
| 1   | Cambuur          | 66  | 29 | 21 | 3  | 5  | 68 | 25 | +43 | Campeão e promovido à Eredivisie de 2020–21 |
| 2   | De Graafschap    | 62  | 29 | 17 | 11 | 1  | 63 | 28 | +35 | Promovido à Eredivisie de 2020–21           |
| 3   | Volendam         | 55  | 29 | 16 | 7  | 6  | 57 | 42 | +15 | Play-offs de Acesso/Rebaixamento            |
| 4   | Jong Ajax        | 54  | 29 | 16 | 6  | 7  | 72 | 47 | +25 |                                             |
| 5   | NAC Breda        | 50  | 29 | 14 | 8  | 7  | 48 | 30 | +18 | Play-offs de Acesso/Rebaixamento            |
| 6   | Go Ahead Eagles  | 48  | 29 | 12 | 12 | 5  | 49 | 41 | +8  | Play-offs de Acesso/Rebaixamento            |
| 7   | Excelsior        | 47  | 29 | 13 | 8  | 8  | 65 | 55 | +10 | Play-offs de Acesso/Rebaixamento            |
| 8   | NEC              | 45  | 29 | 12 | 9  | 8  | 51 | 37 | +14 | Play-offs de Acesso/Rebaixamento            |
| 9   | Almere City      | 44  | 29 | 13 | 5  | 11 | 44 | 42 | +2  | Play-offs de Acesso/Rebaixamento            |
| 10  | Telstar          | 44  | 29 | 12 | 8  | 9  | 47 | 48 | −1  |                                             |
| 11  | Den Bosch        | 38  | 29 | 10 | 11 | 8  | 56 | 49 | +7  |                                             |
| 12  | Jong Utrecht     | 38  | 29 | 10 | 8  | 11 | 48 | 47 | +1  |                                             |
| 13  | Eindhoven        | 34  | 29 | 9  | 7  | 13 | 46 | 59 | −13 |                                             |
| 14  | Jong AZ          | 28  | 29 | 7  | 7  | 15 | 45 | 61 | −16 |                                             |
| 15  | MVV              | 27  | 29 | 7  | 6  | 16 | 37 | 53 | −16 |                                             |
| 16  | TOP Oss          | 25  | 29 | 6  | 7  | 16 | 28 | 53 | −25 |                                             |
| 17  | Roda JC Kerkrade | 22  | 29 | 5  | 10 | 14 | 36 | 52 | −16 |                                             |
| 18  | Jong PSV         | 22  | 29 | 5  | 7  | 17 | 34 | 56 | −22 |                                             |
| 19  | Dordrecht        | 20  | 29 | 4  | 8  | 17 | 34 | 66 | −32 |                                             |
| 20  | Helmond Sport    | 17  | 29 | 3  | 8  | 18 | 25 | 62 | −37 |                                             |

1. ↑  Vencedor do Terceiro Período (rodadas de 20–28).
2. ↑  Vencedor do Segundo Período (rodadas de 10–19).
3. 1 2 3 4  Equipes II (Jong) não podem ser promovidas à Eredivisie de 2020–21.
4. ↑  Vencedor do Primeiro Período (rodadas de 1–9).
5. ↑  Den Bosch teve dedução de três pontos.[9]
6. ↑  O Roda JC Kerkrade teve dedução de três pontos.[10]

## Classificação por período

### 1º Período
| Pos | Equipe           | Pts | J | V | E | D | GP | GC | SG  | Classificação                                        |
| --- | ---------------- | --- | - | - | - | - | -- | -- | --- | ---------------------------------------------------- |
| 1   | NAC Breda        | 22  | 9 | 7 | 1 | 1 | 15 | 5  | +10 | Avança para os play-offs pelo acesso                 |
| 2   | Cambuur          | 21  | 9 | 7 | 0 | 2 | 24 | 6  | +18 |                                                      |
| 3   | De Graafschap    | 19  | 9 | 5 | 4 | 0 | 17 | 4  | +13 |                                                      |
| 4   | Jong Ajax        | 17  | 9 | 5 | 2 | 2 | 27 | 14 | +13 | Equipes II (Jong) não podem participar dos play-offs |
| 5   | Jong Utrecht     | 17  | 9 | 5 | 2 | 2 | 19 | 12 | +7  | Equipes II (Jong) não podem participar dos play-offs |
| 6   | Excelsior        | 16  | 9 | 5 | 1 | 3 | 19 | 17 | +2  |                                                      |
| 7   | Almere City      | 15  | 9 | 4 | 3 | 2 | 15 | 14 | +1  |                                                      |
| 8   | Eindhoven        | 14  | 9 | 4 | 2 | 3 | 15 | 17 | −2  |                                                      |
| 9   | Go Ahead Eagles  | 13  | 9 | 3 | 4 | 2 | 17 | 17 | 0   |                                                      |
| 10  | Volendam         | 11  | 9 | 3 | 2 | 4 | 11 | 15 | −4  |                                                      |
| 11  | Den Bosch        | 10  | 9 | 2 | 4 | 3 | 18 | 16 | +2  |                                                      |
| 12  | NEC              | 10  | 9 | 2 | 4 | 3 | 16 | 17 | −1  |                                                      |
| 13  | Telstar          | 10  | 9 | 3 | 1 | 5 | 11 | 15 | −4  |                                                      |
| 14  | Roda JC Kerkrade | 9   | 9 | 2 | 3 | 4 | 9  | 15 | −6  |                                                      |
| 15  | Helmond Sport    | 9   | 9 | 2 | 3 | 4 | 10 | 19 | −9  |                                                      |
| 16  | Jong AZ          | 7   | 9 | 1 | 4 | 4 | 11 | 14 | −3  | Equipes II (Jong) não podem participar dos play-offs |
| 17  | TOP Oss          | 7   | 9 | 2 | 1 | 6 | 8  | 14 | −6  |                                                      |
| 18  | Jong PSV         | 7   | 9 | 2 | 1 | 6 | 12 | 20 | −8  | Equipes II (Jong) não podem participar dos play-offs |
| 19  | MVV              | 7   | 9 | 2 | 1 | 6 | 8  | 20 | −12 |                                                      |
| 20  | Dordrecht        | 6   | 9 | 1 | 3 | 5 | 12 | 23 | −11 |                                                      |

### 2º Período
| Pos | Equipe           | Pts | J  | V | E | D | GP | GC | SG  | Classificação                                        |
| --- | ---------------- | --- | -- | - | - | - | -- | -- | --- | ---------------------------------------------------- |
| 1   | Volendam         | 25  | 10 | 8 | 1 | 1 | 23 | 12 | +11 | Avança para os play-offs pelo acesso                 |
| 2   | Jong Ajax        | 22  | 10 | 7 | 1 | 2 | 25 | 12 | +13 | Equipes II (Jong) não podem participar dos play-offs |
| 3   | Cambuur          | 21  | 10 | 6 | 3 | 1 | 21 | 9  | +12 |                                                      |
| 4   | Go Ahead Eagles  | 18  | 10 | 4 | 6 | 0 | 15 | 7  | +8  |                                                      |
| 5   | Excelsior        | 18  | 10 | 5 | 3 | 2 | 21 | 16 | +5  |                                                      |
| 6   | De Graafschap    | 17  | 10 | 4 | 5 | 1 | 21 | 12 | +9  |                                                      |
| 7   | NEC              | 17  | 10 | 5 | 2 | 3 | 14 | 9  | +5  |                                                      |
| 8   | Telstar          | 16  | 10 | 4 | 4 | 2 | 18 | 14 | +4  |                                                      |
| 9   | Den Bosch        | 15  | 10 | 3 | 6 | 1 | 15 | 15 | 0   |                                                      |
| 10  | Jong AZ          | 13  | 10 | 4 | 1 | 5 | 19 | 20 | −1  | Equipes II (Jong) não podem participar dos play-offs |
| 11  | Almere City      | 13  | 10 | 4 | 1 | 5 | 15 | 16 | −1  |                                                      |
| 12  | Roda JC Kerkrade | 11  | 10 | 2 | 5 | 3 | 15 | 15 | 0   |                                                      |
| 13  | Jong Utrecht     | 11  | 10 | 2 | 5 | 3 | 11 | 15 | −4  | Equipes II (Jong) não podem participar dos play-offs |
| 14  | NAC Breda        | 9   | 10 | 2 | 3 | 5 | 14 | 16 | −2  | Vencedor do 1º Período                               |
| 15  | MVV              | 9   | 10 | 2 | 3 | 5 | 11 | 16 | −5  |                                                      |
| 16  | Jong PSV         | 9   | 10 | 2 | 3 | 5 | 10 | 16 | −6  | Equipes II (Jong) não podem participar dos play-offs |
| 17  | Eindhoven        | 8   | 10 | 2 | 2 | 6 | 16 | 25 | −9  |                                                      |
| 18  | TOP Oss          | 8   | 10 | 2 | 2 | 6 | 9  | 23 | −14 |                                                      |
| 19  | Dordrecht        | 5   | 10 | 1 | 2 | 7 | 13 | 25 | −12 |                                                      |
| 20  | Helmond Sport    | 5   | 10 | 1 | 2 | 7 | 11 | 24 | −13 |                                                      |

### Período 3
| Pos | Equipe           | Pts | J | V | E | D | GP | GC | SG  | Classificação                                        |
| --- | ---------------- | --- | - | - | - | - | -- | -- | --- | ---------------------------------------------------- |
| 1   | De Graafschap    | 23  | 9 | 7 | 2 | 0 | 23 | 11 | +12 | Avança para os play-offs pelo acesso                 |
| 2   | Cambuur          | 21  | 9 | 7 | 0 | 2 | 20 | 10 | +10 |                                                      |
| 3   | Go Ahead Eagles  | 17  | 9 | 5 | 2 | 2 | 16 | 15 | +1  |                                                      |
| 4   | NAC Breda        | 16  | 9 | 4 | 4 | 1 | 15 | 8  | +7  | Vencedor do 1º Período                               |
| 5   | Den Bosch        | 16  | 9 | 5 | 1 | 3 | 22 | 16 | +6  |                                                      |
| 6   | Volendam         | 16  | 9 | 4 | 4 | 1 | 19 | 15 | +4  | Vencedor do 2º Período                               |
| 7   | NEC              | 15  | 9 | 4 | 3 | 2 | 19 | 10 | +9  |                                                      |
| 8   | Jong Ajax        | 15  | 9 | 4 | 3 | 2 | 20 | 17 | +3  | Equipes II (Jong) não podem participar dos play-offs |
| 9   | Telstar          | 15  | 9 | 4 | 3 | 2 | 17 | 19 | −2  |                                                      |
| 10  | Almere City      | 13  | 9 | 4 | 1 | 4 | 12 | 11 | +1  |                                                      |
| 11  | MVV              | 11  | 9 | 3 | 2 | 4 | 18 | 14 | +4  |                                                      |
| 12  | Eindhoven        | 11  | 9 | 3 | 2 | 4 | 13 | 15 | −2  |                                                      |
| 13  | Excelsior        | 10  | 9 | 2 | 4 | 3 | 22 | 22 | 0   |                                                      |
| 14  | Jong Utrecht     | 10  | 9 | 3 | 1 | 5 | 17 | 18 | −1  | Equipes II (Jong) não podem participar dos play-offs |
| 15  | TOP Oss          | 9   | 9 | 2 | 3 | 4 | 9  | 14 | −5  |                                                      |
| 16  | Jong AZ          | 8   | 9 | 2 | 2 | 5 | 15 | 24 | −9  | Equipes II (Jong) não podem participar dos play-offs |
| 17  | Dordrecht        | 8   | 9 | 2 | 2 | 5 | 8  | 17 | −9  |                                                      |
| 18  | Jong PSV         | 6   | 9 | 1 | 3 | 5 | 12 | 19 | −7  | Equipes II (Jong) não podem participar dos play-offs |
| 19  | Roda JC Kerkrade | 5   | 9 | 1 | 2 | 6 | 11 | 18 | −7  |                                                      |
| 20  | Helmond Sport    | 2   | 9 | 0 | 2 | 7 | 3  | 18 | −15 |                                                      |

### Período 4
| Pos | Equipe           | Pts | J | V | E | D | GP | GC | SG | Classificação                                        |
| --- | ---------------- | --- | - | - | - | - | -- | -- | -- | ---------------------------------------------------- |
| 1   | Volendam         | 3   | 1 | 1 | 0 | 0 | 4  | 0  | +4 | Vencedor do 2º Período                               |
| 2   | NAC Breda        | 3   | 1 | 1 | 0 | 0 | 4  | 1  | +3 | Vencedor do 1º Período                               |
| 3   | Excelsior        | 3   | 1 | 1 | 0 | 0 | 3  | 0  | +3 |                                                      |
| 4   | Cambuur          | 3   | 1 | 1 | 0 | 0 | 3  | 0  | +3 |                                                      |
| 5   | Almere City      | 3   | 1 | 1 | 0 | 0 | 2  | 1  | +1 |                                                      |
| 6   | De Graafschap    | 3   | 1 | 1 | 0 | 0 | 2  | 1  | +1 | Vencedor do 3º Período                               |
| 7   | NEC              | 3   | 1 | 1 | 0 | 0 | 2  | 1  | +1 |                                                      |
| 8   | Telstar          | 3   | 1 | 1 | 0 | 0 | 1  | 0  | +1 |                                                      |
| 9   | Eindhoven        | 1   | 1 | 0 | 1 | 0 | 2  | 2  | 0  |                                                      |
| 10  | TOP Oss          | 1   | 1 | 0 | 1 | 0 | 2  | 2  | 0  |                                                      |
| 11  | Dordrecht        | 1   | 1 | 0 | 1 | 0 | 1  | 1  | 0  |                                                      |
| 12  | Helmond Sport    | 1   | 1 | 0 | 1 | 0 | 1  | 1  | 0  |                                                      |
| 13  | Den Bosch        | 0   | 1 | 0 | 0 | 1 | 1  | 2  | −1 |                                                      |
| 14  | Go Ahead Eagles  | 0   | 1 | 0 | 0 | 1 | 1  | 2  | −1 |                                                      |
| 15  | Jong Utrecht     | 0   | 1 | 0 | 0 | 1 | 1  | 2  | −1 | Equipes II (Jong) não podem participar dos play-offs |
| 16  | Jong PSV         | 0   | 1 | 0 | 0 | 1 | 0  | 1  | −1 | Equipes II (Jong) não podem participar dos play-offs |
| 17  | Roda JC Kerkrade | 0   | 1 | 0 | 0 | 1 | 1  | 4  | −3 |                                                      |
| 18  | Jong AZ          | 0   | 1 | 0 | 0 | 1 | 0  | 3  | −3 | Equipes II (Jong) não podem participar dos play-offs |
| 19  | MVV              | 0   | 1 | 0 | 0 | 1 | 0  | 3  | −3 |                                                      |
| 20  | Jong Ajax        | 0   | 1 | 0 | 0 | 1 | 0  | 4  | −4 | Equipes II (Jong) não podem participar dos play-offs |

## Jogos
| Mandante \ Visitante | ALM    | CAM    | DBO    | DOR    | EIN    | EXC    | GAE    | GRA    | HEL    | JAJ    | JAZ    | JPS    | JUT    | MVV    | NAC    | NEC    | RJC    | TEL    | TOP    | VOL    |
| -------------------- | ------ | ------ | ------ | ------ | ------ | ------ | ------ | ------ | ------ | ------ | ------ | ------ | ------ | ------ | ------ | ------ | ------ | ------ | ------ | ------ |
| Almere City          | —      | 0–1    | 0–2    | 3–2    | 3–1    | 29 Mar | 1–1    | 0–2    | 2–0    | 10 Abr | 2–1    | 3–2    | 13 Mar | 1 Mai  | 1–0    | 13 Abr | 2–0    | 4–2    | 3–0    | 1–0    |
| Cambuur              | 3–1    | —      | 3–2    | 13 Abr | 28 Mar | 4–0    | 5–0    | 10 Abr | 5–1    | 0–2    | 3–1    | 4–2    | 3–1    | 2–1    | 13 Mar | 0–0    | 2–0    | 24 Abr | 5–1    | 1–2    |
| Den Bosch            | 1–2    | 3 Abr  | —      | 3–2    | 1–1    | 3–3    | 2–3    | 2–2    | 1–1    | 13 Abr | 3–0    | 2–1    | 3–2    | 4–0    | 20 Mar | 2–2    | 0–0    | 0–1    | 4–0    | 1 Mai  |
| Dordrecht            | 1–2    | 2–4    | 27 Mar | —      | 1–0    | 1–1    | 24 Abr | 1–2    | 1–2    | 2–5    | 13 Mar | 17 Abr | 2–5    | 1–1    | 0–2    | 2–0    | 1–1    | 2–3    | 1–1    | 10 Abr |
| Eindhoven            | 3 Abr  | 0–3    | 17 Abr | 5–1    | —      | 3–1    | 2–1    | 1–1    | 2–0    | 20 Mar | 2–1    | 1–1    | 1 Mai  | 2–0    | 2–2    | 1–4    | 1–1    | 4–1    | 2–2    | 1–4    |
| Excelsior            | 4–2    | 1–3    | 6–4    | 3–2    | 5–4    | —      | 18 Abr | 1 Mai  | 3–1    | 1–3    | 3–3    | 5–2    | 2–0    | 3–0    | 2–2    | 2–1    | 3 Abr  | 3–3    | 20 Mar | 1–2    |
| Go Ahead Eagles      | 1–1    | 20 Mar | 0–0    | 3–1    | 3–1    | 2–2    | —      | 1–2    | 3 Abr  | 1–1    | 1–1    | 1–1    | 4–0    | 3–2    | 1–0    | 2–1    | 1–1    | 13 Abr | 1 Mai  | 3–0    |
| De Graafschap        | 0–0    | 2–0    | 24 Abr | 5–0    | 4–0    | 0–0    | 1–1    | —      | 13 Mar | 3–2    | 5–1    | 4–1    | 2–1    | 3–2    | 6 Abr  | 22 Mar | 2–0    | 2–2    | 13 Abr | 3–0    |
| Helmond Sport        | 1–1    | 17 Abr | 0–0    | 1–1    | 1–0    | 1–4    | 1–2    | 1–2    | —      | 0–2    | 24 Abr | 2–3    | 10 Abr | 3–1    | 0–0    | 1–2    | 20 Mar | 1–4    | 0–2    | 1–1    |
| Jong Ajax            | 3–2    | 1 Mai  | 5–1    | 2–0    | 6–0    | 16 Mar | 5–1    | 3 Abr  | 1–1    | —      | 6 Abr  | 2–0    | 4–0    | 20 Abr | 2–4    | 3–3    | 2–0    | 2–2    | 2–0    | 1–3    |
| Jong AZ              | 3–1    | 0–3    | 2–2    | 1–1    | 2–4    | 1–2    | 10 Abr | 2–1    | 4–1    | 3–2    | —      | 20 Mar | 20 Abr | 3–2    | 1–2    | 0–2    | 1 Mai  | 0–0    | 3–1    | 1–1    |
| Jong PSV             | 24 Abr | 0–1    | 2–2    | 0–1    | 2–1    | 2–1    | 16 Mar | 2–3    | 13 Abr | 0–0    | 3–2    | —      | 3 Abr  | 0–1    | 1–3    | 6 Abr  | 1–1    | 1–1    | 1–1    | 3–1    |
| Jong Utrecht         | 3–1    | 1–1    | 5–1    | 1–1    | 2–2    | 24 Abr | 0–3    | 2–2    | 1–1    | 7–2    | 2–1    | 3–0    | —      | 22 Mar | 13 Abr | 1–2    | 2–1    | 6 Abr  | 2–1    | 2–1    |
| MVV                  | 3–2    | 0–0    | 2–3    | 3 Abr  | 13 Mar | 0–0    | 3–0    | 0–3    | 4–1    | 1–4    | 13 Abr | 3–1    | 1–1    | —      | 24 Abr | 0–0    | 1–0    | 1–2    | 4–0    | 29 Mar |
| NAC Breda            | 1–0    | 1–0    | 1–2    | 3–0    | 10 Abr | 2–1    | 1–1    | 1–2    | 5–1    | 1–2    | 3–1    | 1 Mai  | 0–0    | 2–0    | —      | 1–0    | 4–1    | 3 Abr  | 1–1    | 18 Abr |
| NEC                  | 2–3    | 0–2    | 1–0    | 1 Mai  | 1–2    | 10 Abr | 3–3    | 1–1    | 2–0    | 3–3    | 3 Abr  | 1–0    | 0–0    | 2–0    | 1–1    | —      | 17 Abr | 4–2    | 3–0    | 13 Mar |
| Roda JC Kerkrade     | 1–1    | 1–2    | 1–5    | 5–0    | 13 Abr | 1–4    | 29 Mar | 1–1    | 4–0    | 24 Abr | 2–2    | 10 Abr | 1–3    | 2–2    | 4–2    | 1–2    | —      | 13 Mar | 2–1    | 2–3    |
| Telstar              | 1–0    | 0–2    | 10 Abr | 20 Mar | 2–0    | 3–0    | 0–2    | 17 Abr | 1 Mai  | 2–3    | 3–1    | 1–0    | 2–0    | 2–1    | 1–1    | 1–7    | 1–2    | —      | 1–0    | 1–2    |
| TOP Oss              | 17 Abr | 3–2    | 13 Mar | 1–3    | 3–1    | 0–2    | 1–2    | 0–0    | 28 Mar | 2–1    | 1–2    | 1–0    | 2–1    | 10 Abr | 0–1    | 24 Abr | 0–0    | 2–2    | —      | 1–2    |
| Volendam             | 20 Mar | 0–4    | 1–1    | 1–1    | 24 Abr | 13 Abr | 2–2    | 3–3    | 2–1    | 4–0    | 3–2    | 4–2    | 1–0    | 4–1    | 2–1    | 3–1    | 4–0    | 1–1    | 3 Abr  | —      |

## Estatísticas da temporada

### Artilharia
| Rank | Jogador              | Clube                 | Jogos | Gols | Pênalti | Média |
| ---- | -------------------- | --------------------- | ----- | ---- | ------- | ----- |
| 1    | Robert Mühren        | Cambuur               | 29    | 26   | 9       | 0.9   |
| 2    | Reda Kharchouch      | Telstar               | 28    | 20   | 2       | 0.71  |
| 3    | Anthony van den Hurk | MVV                   | 27    | 17   | 2       | 0.63  |
| 4    | Ralf Seuntjens       | De Graafschap         | 28    | 16   | 2       | 0.57  |
| 5    | Pedro Marques        | Den Bosch (Dordrecht) | 26    | 14   | 5       | 0.54  |
| 5    | Rai Vloet            | Excelsior             | 29    | 14   | 0       | 0.48  |
| 7    | Lassina Traoré       | Jong Ajax             | 17    | 13   | 1       | 0.76  |
| 7    | Zian Flemming        | NEC                   | 24    | 13   | 4       | 0.54  |
| 9    | Jamie Jacobs         | Cambuur               | 23    | 12   | 0       | 0.52  |
| 9    | Rúben Rodrigues      | Den Bosch             | 27    | 12   | 0       | 0.44  |
| 9    | Elías Már Ómarsson   | Excelsior             | 28    | 12   | 0       | 0.43  |
| 9    | Ike Ugbo             | Roda JC Kerkrade      | 28    | 12   | 0       | 0.43  |

| Fonte: NOS (em neerlandês) |

### Assistências
| Rank | Jogador               | Clube                     | Jogos | Total | Média |
| ---- | --------------------- | ------------------------- | ----- | ----- | ----- |
| 1    | Danny Verbeek         | Den Bosch                 | 29    | 13    | 0.45  |
| 2    | Ralf Seuntjens        | De Graafschap             | 28    | 10    | 0.36  |
| 2    | Gijs Smal             | Volendam                  | 28    | 10    | 0.36  |
| 4    | Branco van den Boomen | De Graafschap (Eindhoven) | 27    | 09    | 0.33  |
| 5    | Derry Murkin          | Volendam                  | 20    | 07    | 0.35  |
| 5    | Robin Maulun          | Cambuur                   | 23    | 07    | 0.3   |
| 5    | Joshua Holtby         | MVV                       | 25    | 07    | 0.28  |
| 5    | Jonas Arweiler        | Jong Utrecht              | 26    | 07    | 0.27  |
| 5    | Rúben Rodrigues       | Den Bosch                 | 27    | 07    | 0.26  |
| 5    | Joël Zwarts           | Excelsior                 | 28    | 07    | 0.25  |
| 5    | Robert Mühren         | Cambuur                   | 29    | 07    | 0.24  |
| 5    | Jaroslav Navrátil     | Go Ahead Eagles           | 29    | 07    | 0.24  |

| Fonte: NOS (em neerlandês) |

## Premiação
| Eerste Divisie de 2019–20 |
| ------------------------- |
| Sem Campeão               |